# سرگئی بلوگلازوف
سرگئی الکسیِویچ بلوگلازوف (به روسی: Серге́й Алексеевич Белоглазов) (زادهٔ ۶ سپتامبر ۱۹۵۶) کشتی‌گیر بازنشستهٔ اهل روسیه است که در دستهٔ ۵۷ کیلوگرم کشتی آزاد برای شوروی سابق به رقابت می‌پرداخت. بلوگلازوف یکی از بهترین و پرافتخارترین کشتی‌گیران تمام ادوار به شمار می‌رود که برندهٔ دو مدال طلای بازی‌های المپیک در ۱۹۸۰ و ۱۹۸۸، قهرمان شش دورهٔ مسابقات قهرمانی کشتی جهان و پنج دورهٔ قهرمانی کشتی اروپا است. 
بلوگلازوف در دو المپیک ۱۹۸۰ مسکو و ۱۹۸۸ سئول به مقام قهرمانی رسید و المپیک ۱۹۸۴ لس آنجلس را به دلیل تحریم المپیک از دست داد. برادر دوقلوی او آناتولی بلوگلازوف هم در وزن ۵۲ کیلوگرم قهرمان المپیک ۱۹۸۰ مسکو و سه بار قهرمان جهان شد. سرگئی با قد ۱۵۴ سانتی‌متری کوتاه‌تر از آناتولی با ۱۵۹ سانتیمتر بود اما در وزن سنگین‌تری کشتی می‌گرفت. سرگئی در المپیک مسکو پنج رقیب خود را با ضربه فنی شکست داد و در فینال لی-هو پیونگ از کره شمالی را مغلوب کرد. وی در فینال المپیک سئول نیز بر عسکری محمدیان از ایران غلبه کرد.